# Giacomo Rho
Giacomo Rho (ur. 1593 w Mediolanie, zm. 26 kwietnia 1638 w Pekinie, chiń. trad. 羅雅谷; pinyin Luó Yǎgǔ) – włoski jezuita i misjonarz, tłumacz na chiński wielu dzieł naukowych i religijnych, astronom pracujący nad reformą kalendarza chińskiego.

## Życiorys
Do zakonu wstąpił w 1614 roku. Był jednym ze studentów Claviusa w Collegium Romanum, pod którego kierownictwem otrzymał dobre przygotowanie matematyczne, oprócz regularnego curriculum, na które składały się filozofia i teologia.
Rok po przyjęciu z rąk kardynała Bellarmina święceń kapłańskich (w 1617 roku), wyruszył wraz z Nicolasem Trigaultem na misję na Daleki Wschód; Trigault odniósł spory sukces rekrutując grupę zdolnych i wykształconych misjonarzy, w tym czterech naukowców: Adama Schalla, Johanna Schrecka, Wenceslasa Pantaleona Kirwitzera i Rho, młodego, ale zdolnego uczonego. Misjonarze wypłynęli w kwietniu z Lizbony na pokładzie statku „San Carlos”. W czasie podróży prowadzili liczne obserwacje astronomiczne, pomiary deklinacji magnetycznej i zbierali próbki flory, prowadząc niemalże „ruchome laboratorium” oraz nauczali się nawzajem matematyki. Rho pozostał przez trzy lata w Goa i do Makau dotarł dopiero w 1622 roku i w tym samym roku, wraz z ojcem Schallem, uczestniczył w odparciu ataku floty holenderskiej, kierując ogniem portugalskiej artylerii.
W 1624 roku udał się wraz z o. Vagnonim w głąb Chin, do prowincji Shaanxi, gdzie przez następne lata szerzył chrześcijaństwo i uczył się języka.
W 1630 roku Giacomo Rho i Adam Schall zostali wezwani do Pekinu. Po objęciu tronu przez cesarza Chongzhena do władzy na jego dworze doszła frakcja, która miała na celu m.in. reformę kalendarza. Reformą tą kierował Xu Guangqi, wiceminister ds. rytuału, uczony konfucjański i jeden z najwyższych rangą chrześcijańskich konwertytów i to on spowodował sprowadzenie Schalla i Rho do stolicy. Ponieważ już wcześniej jezuici (w szczególności Schreck) dowiedli swej biegłości jako astronomowie i matematycy, powierzono im obliczenia i konstrukcję nowego kalendarza, zgodnego z faktycznym ruchem ciał niebieskich. Po śmierci Schrecka, zadanie to przypadło Schallowi i Rho. Odpowiedzialny za ich pracę Xu zezwolił im na wykorzystanie geocentrycznego modelu Tychona Brahe, którego Rho był zwolennikiem.
Jako doradcy biura ds. reformy kalendarza obaj jezuici prowadzili też małą szkołę, gdzie nauczali matematyki i tłumaczyli zachodnie teksty naukowe. Do 1635 roku stworzyli w ten sposób niewielką bibliotekę podstawowych dzieł naukowych (Xu i drugi chrześcijański uczony, Li Zubai, pomagali im dopracować styl chińskich tłumaczeń). Liczyła ona łącznie 137 dzieł i dwa atlasy nieba. Wśród nich było Wuwei lizhi (Traktat o ruchu pięciu planet), w którym to dziele Rho objaśniał ruchy planet według teorii Brachego i Longomontanusa, ale w opisie matematycznym wykorzystywał też kategorie kopernikańskie, tworząc rodzaj hybrydy tych systemów; dzieło to zawiera też pierwszy w Chinach opis epicykli. Rho przekładał też na chiński konwencjonalne modlitwy i katechizmy, dzieła religijne (np. Teresy z Ávili), a w 1628 roku napisał dla Li Zubai traktat o modlitwie Qiu shuo. Innym, nie astronomicznym dziełem, którego fragmenty przełożył Rho na chiński była Anatomie Ambroise’a Paré (chiński tytuł: Renshen tushuo, Ilustrowane objaśnienie ciała). Objaśnienie pozostało manuskryptem w dwóch zwojach, z tekstem i 21 ilustracjami, i nie zostało wydane drukiem
Jego pogrzeb stał się świadectwem wysokiej i stabilnej pozycji jezuitów na dworze. Po raz pierwszy od śmierci Matteo Ricciego, cesarz zezwolił na uroczystą procesję oraz na publiczny i otwarcie chrześcijański pogrzeb. Ofiarował też zakonnikom znaczną sumę na kontynuowanie ich działalności, ufundował pensję dla Schalla, oraz specjalną chorągiew, jako widomy znak cesarskiej łaski.